# Flavia Cocchi
Flavia Cocchi (* 1962 in Lausanne) ist eine Schweizer Grafikdesignerin und Künstlerin.

## Leben und Werk
Flavia Cocchi besuchte von 1980 bis 1985 die Grafikfachklasse an der École des Arts Décoratifs in Genf. Anschliessend arbeitete sie bis 1988 im Grafikstudio von Werner Jeker in Lausanne. Dort konzentrierte sie sich auf die Typografie mit Akzidenz-Grotesk. Weitere Stationen waren die Agence Anatome in Paris (1989 bis 1991) und unter Massimo Vignelli in Treviso (1995).
1993 und 1995 wurde Flavia Cocchi mit dem Design Preis Schweiz im Bereich Grafikdesign ausgezeichnet. Von 1996 bis 2004 unterrichtete sie als Dozentin für Grafikdesign an der École des Arts Décoratifs in Genf. Flavia Cocchi eröffnete 1997 ihr eigenes Atelier in Lausanne. Seit 2012 ist sie Mitglied der Alliance Graphique Internationale. Ihre Plakate wurden bei dem Wettbewerb «100 Beste Plakate Deutschland Österreich Schweiz» sowie vom Tokyo Type Directors Club wiederholt prämiert. 
Cocchi hatte Einzelausstellungen in der Galerie Anatome in Paris 2010, im Musée de design et d’arts appliqués contemporains in Lausanne 2011 und im Gewerbemuseum Winterthur 2013.